# Viticoltura in Fenicia

Grazie alla loro vasta rete commerciale marittima, i Fenici svolsero un ruolo importante nella diffusione della viticoltura e della vinificazione in tutto il bacino del Mediterraneo.

La viticultura in Fenicia ebbe un impatto rilevante nella storia del vino. La Fenicia era una civiltà con centro nell'attuale Libano. Tra il 1550 a.C. e il 300 a.C., i Fenici svilupparono una cultura del commercio marittimo che estese la loro influenza dal Levante all'Africa settentrionale, alle isole greche, alla Sicilia e alla penisola iberica. Attraverso i contatti e gli scambi diffusero non solo il loro alfabeto, ma anche le loro conoscenze sulla viticoltura e la vinificazione, inclusa la propagazione di diverse varietà ancestrali della specie Vitis vinifera dell'uva da vino.
Introdussero o favorirono la diffusione della conoscenza del vino in diverse regioni che ancora oggi producono vini adatti al consumo internazionale. Tra queste figurano l'attuale Libano, la Siria, l'Algeria, la Tunisia, l'Egitto, la Grecia, l'Italia, la Spagna, la Francia e il Portogallo.
I Fenici e i loro discendenti punici di Cartagine ebbero un'influenza diretta sulle crescenti culture vinicole degli antichi Greci e Romani che in seguito avrebbero diffuso la viticoltura in tutta Europa. I trattati agricoli dello scrittore cartaginese Magone furono tra i primi testi più importanti nella storia del vino a registrare le antiche conoscenze sulla vinificazione e la viticoltura. Sebbene non siano sopravvissute copie originali delle opere di Magone o di altri scrittori fenici sul vino, ci sono prove da citazioni di autori greci e romani come Columella che i Fenici erano abili viticoltori e vinificatori.
Erano in grado di pianificare vigneti in base a clima e topografia favorevoli, come ad esempio quale lato di un pendio fosse più ideale per la coltivazione dell'uva, e di produrre un'ampia varietà di stili di vino diversi, che vanno dai vini paglierini prodotti da uve appassite a un primo esempio del moderno vino greco retsina, realizzato con resina di pino come ingrediente. I Fenici diffusero anche l'uso delle anfore (spesso chiamate "vasi cananei") per il trasporto e la conservazione del vino.